# Антемий Изидор
Вижте пояснителната страница за други личности с името Антемий.
Флавий Антемий Изидор (Исидор) (на латински: Flavius Anthemius Isidorus; * 4 или 5 век, Александрия, † 5 век) е политик на Източната Римска империя през 5 век и консул през 436 г. Изидор е чичо по майчина линия на Антемий, който става западноримски император (367 – 472).

## Биография
Той е син на Антемий, който е регент от 408 до 414 г. на император Теодосий II.
Изидор e проконсул на Азия от 405 до 410 г. и от 410 до 412 г. praefectus urbi на Константинопол; 424 г. е преториански префект на Илирия и 435 – 436 г. преториански префект на Изток. През 436 г. Изидор е консул заедно с Флавий Сенатор.
Той умира през 446/447 г.